# Řády, vyznamenání a medaile Abcházie

Hrdina Abcházie

Řády, vyznamenání a medaile Abcházie je systém vyznamenání udílených Republikou Abcházie. Systém byl zřízen dekretem Nejvyšší rady Republiky Abcházie dne 4. prosince 1992. Abchazská vyznamenání mohou být udělena jak obyvatelům Abcházie, tak cizincům. Jsou nejvyšší formou ocenění občanům Republiky Abcházie za vynikající služby v oblasti obrany vlasti, budování státu, sociálně-politické oblasti, sociálněekonomické oblasti a v kulturní oblasti, stejně jako za další vynikající služby státu a společnosti.

## Historie
Systém vyznamenání Abchazské republiky byl vytvořen dekretem Nejvyšší rady Republiky Abcházie dne 4. prosince 1992. Jako první byl založen čestný titul Hrdina Abcházie, Řád Leona či Medaile Za odvahu. Jejich návrhy připravil výtvarník, autor národní vlajky Republiky Abcházie, Valerij Gamgija.
Až do počátku roku 2000 nebyla zavedena žádná další ocenění. Dne 10. ledna 2002 byl zřízen Řád cti a slávy, který je udílen ve třech třídách. Jeho první třída se stala nejvyšším vyznamenáním Abcházie. V říjnu 2007 zřídil parlament Republiky Abcházie Řád odvahy za účelem oceňování příslušníků ozbrojených sil.
Pravidla udílení abchazských vyznamenání jsou od roku 2005 upravena zákonem Republiky Abcházie č. 1064-s-XIV O státních vyznamenáních a čestných titulech Republiky Abcházie ze dne 23. června 2005. Vyznamenání jsou udílena dekrety prezidenta Republiky Abcházie na základě nominace Komise prezidenta Abcházie o státních vyznamenáních.

## Nejvyšší titul
- Hrdina Abcházie (Аҧсны афырхаҵа) – Toto vyznamenání bylo založeno dne 4. prosince 1992. Udíleno je za záslužnou službu Republice Abcházie a za hrdinské činy.[5][6][7]

## Řády
- Řád cti a slávy (Ахьдз-апша) byl založen dne 10. ledna 2002. Udílen je za vynikající služby republice.[8][6][7]
- Řád Leona (Орден Леона) byl založen dne 4. prosince 1992. Udílen je za odvahu při službě republice.[9][7]
- Řád za odvahu (Афырхаҵаразы) byl založen roku 2007. Udílen je za činy odvahy, sebeobětování a statečnosti při plnění vojenských povinností.[3]

## Medaile
- Medaile Za odvahu (Агумшараз) byla založena dne 4. prosince 1992. Udílena je za osobní odvahu na bojišti.[10][6][7]
- Medaile Za vítězství (Аиааираз) byla založena dne 4. prosince 1992. Udílena je za aktivní účast v bitvě.

## Čestné tituly
- Čestný odznak Čestný občan Republiky Abcházie se udílí cizincům a osobám bez státní příslušnosti, kteří se v Abcházii proslavili v souvislosti s veřejnými, charitativními, kulturními, vědeckými, ekonomickými a dalšími aktivitami s vynikajícími výsledky pro Republiku Abcházie.
- Lidový umělec Republiky Abcházie
- Lidový spisovatel Republiky Abcházie
- Lidový básník Republiky Abcházie
- Lidový výtvarník Republiky Abcházie
- Zasloužilý učitel Republiky Abcházie
- Zasloužilý umělec Republiky Abcházie
- Zasloužilý lékař Republiky Abcházie
- Zasloužilý novinář Republiky Abcházie
- Zasloužilý pracovník v kultuře Republiky Abcházie
- Zasloužilý pracovník tělesné kultury Republiky Abcházie
- Zasloužilý vědec Republiky Abcházie

## Rezortní vyznamenání

### Medaile
- Medaile Za vojenskou chrabrost (Аруао хьзырхэага) je medaile ministerstva obrany, která byla zřízena za účelem oceňování jak příslušníků ozbrojených sil Abcházie, tak vojáků a dalších občanů jiných států. Udílena je za vynikající výkon při bojovém výcviku, za zvláštní přínos během bojové služby, cvičení a manévrů a za odvahu, obětavost a další zásluhy prokázané při plnění vojenské povinnosti. Udílena je i za poskytování mezinárodní pomoci při posilování obranyschopnosti republiky. Udílena je na základě příkazu ministra obrany Republiky Abcházie na návrh velitelů vojenských jednotek.[6]
- Medaile Účastníka mírové mise v Abcházii je medaile ministerstva obrany, která se udílí vojenskému i civilnímu personálu Kolektivních mírových sil SNS, mise OSN (UNOMIG). Udílena je za odvahu a obětavost prokázanou během mírové operace v Abcházii, za úspěšné vedení akcí podřízených této mírové misi, za nezištnou práci a velký osobní přínos při plnění úkolů mírové operace v Abcházii. Udílena je na základě příkazu ministra obrany Republiky Abcházie na návrh velení UNOMIG a jiných ministerstev.
- Medaile Za udržení míru v Abcházii je medaile ministerstva obrany, která byla zřízena za účelem oceňování osobní odvahy a statečnosti, která měla velký přínos k udržení míru a stability v Abcházii.[6]
- Medaile Za osvobození Kodoru je medaile ministerstva obrany, která je udílena vojenskému personálu ozbrojených sil Abcházie i dalších států za odvahu, obětavost a statečnost projevenou při osvobozování Horní Abcházie od gruzínských útočníků v rozhodném období od 9. do 12. srpna 2008.[6]
- Medaile Za bojové spolupráci –je medaile ministerstva obrany, která se udílí vojenskému i civilnímu personálu ozbrojených sil Abcházie za zásluhy o formování a provádění politiky v oblasti mezinárodní vojenské spolupráce při řešení úkolů přidělených ozbrojeným silám. Medaile je udílena na základě rozkazu ministra obrany na návrh velitelů vojenských jednotek.
- Medaile Za bezvadnou službu je medaile ministerstva obrany, která je udílena za svědomitou službu s odpovídající délkou odsloužených let. Medaile je udílena ve třech třídách za deset, patnáct a dvacet let služby. Udílí se postupně od nejnižší třídy a není možné jednotlivé třídy přeskakovat.[11]
- Medaile 10. výročí mírové mise v Abcházii je medaile ministerstva obrany založená roku 2004.[12] Je udílena vojenskému personálu mírových sil v Abcházii, kteří byli k rozhodnému datu 1. června 2004 v aktivní službě, svědomitě plnili své vojenské povinnosti a sloužili v mírových silách na území Republiky Abcházie po dobu nejméně pěti let. Dále byla udělena příslušníkům UNOMIG, lidem z ministerstva obrany a dalším, kteří byli zodpovědní za mírové operace. Udělena byla i zaměstnancům zahraničních a mezinárodních institucí, zástupcům státních orgánů a místních samospráv a také občanům, kteří se aktivně účastnili mírové mise nebo podporovali opatření k zachování míru v oblasti.
- Medaile Za chrabrost ve službě je medaile ministerstva vnitra, která je udílena zaměstnancům orgánů vnitra za vynikající výkon při běžné služební činnosti, za aktivní práci na ochraně veřejného pořádku a v boji proti kriminalitě, za odvahu, obětavost a další zásluhy prokázané během služby v orgánech vnitra. Udílena je na základě návrhu vedoucích oblastních orgánů vnitra dekretem ministra vnitra.

### Odznaky znamenitosti
- Odznak Účastníka vlastenecké války 1992–1993 je vyznamenání ministerstva obrany, které bylo uděleno účastníkům Vlastenecké války lidu Abcházie 1992–1993 s trvalým pobytem na území Abcházie za účast v řadách ozbrojených sil Abcházie při akcích proti gruzínským útočníkům. Uděleno bylo i partyzánům, členům odboje a dalším osobám oceněným státním vyznamenání za účast ve Vlastenecké válce. Nominace na udělení tohoto vyznamenání byly vypracovány ministerstvem obrany na základě informací ministerstva práce, zaměstnanosti a sociálního zabezpečení. O jeho udělení rozhodoval ministr obrany.
- Odznak Veterána ozbrojených sil Republiky Abcházie je vyznamenání ministerstva obrany, které se udílí za dlouholetou svědomitou službu příslušníkům ozbrojených sil Abcházie, kteří nemají v záznamu disciplinární tresty a odsloužili minimálně dvacet pět let. Odznak se udílí při splnění podmínek po propuštění z vojenské služby. Podmínkou je předchozí udělení státního vyznamenání Abcházie nebo udělení dvou a více rezortních ocenění ministerstva obrany.
- Odznak Čestný bezpečnostní důstojník Republiky Abcházie je nejvyšším rezortním vyznamenáním Státní bezpečnostní služby Republiky Abcházie. Udílen je za zásluhy při posilování bezpečnosti a zachování právního státu, při včasné prevenci akcí teroristických organizací, při ochraně práv a svobod občanů republiky, v souladu se zásadami univerzální rovnosti před zákonem, při boji proti kriminalitě a korupci a při ochraně státní hranice. Odznak se udílí nejdříve po dvaceti letech služby v orgánech státní bezpečnosti a za předpokladu, že dotyčný již dříve obdržel rezortní vyznamenání.